# Anna Kubešková
Anna Kubešková (Praag, 30 oktober 1989) is een Tsjechisch curlingspeelster, die speelt als skip. Zij is de dochter van Karel Kubeška, die ook curler was, en curling-coach, evenals vice-president van de European Curling Federation.
Kubešková komt sinds 2010 uit voor het Tsjechisch curlingteam, en nam voor Tsjechië deel aan het Europees kampioenschap en in 2011 aan het wereldkampioenschap curling. 
Kubešková werkt sinds november 2018 voor de Tsjechische televisie als editor.